# Wettsteins system
Wettsteins system er en måde at klassificere planter, udviklet af R. Wettstein.
R. Wettstein (4e, 1935) Handbuch der Systematischen Botanik:
- I. phylum Schizophyta
1. classis Schizophyceae
2. classis Schizomycetes
- II. phylum Monadophyta
- III. phylum Myxophyta
- IV. phylum Conjugatophyta
- V. phylum Bacillariophyta
- VI. phylum Conjugatae
- VII. phylum Rhodophyta
1. classis Bangieae
2. classis Florideae
- VIII. phylum Euthallophyta
1. classis Chlorophyceae
2. classis Fungi
A. Eumycetes
1. subclassis Phycomycetes
2. subclassis Ascomycetes
3. subclassis Basidiomycetes
B. Lichenes
1. subclassis Ascolichenes
2. subclassis Basidiolichenes
- IX. phylum Cormophyta
I. divisio Archegoniatae
1. subdivisio Bryophyta
1. classis Musci
2. classis Hepaticae
2. subdivisio Pteridophyta
1. classis Psilophytinae
2. classis Lycopodiinae
3. classis Psilotinae
4. classis Articulatae
5. classis Filicinae
II. divisio Anthophyta
1. subdivisio Gymnospermae
1. classis Pteridospermae
2. classis Cycadinae
3. classis Benettitinae
4. classis Cordaïtinae
5. classis Ginkgoinae
6. classis Coniferae
7. classis Gnetinae
2. subdivisio Angiospermae
1. classis Dicotyledones
1. subclassis Choripetalae
A. Monochlamidae
B. Dialypetalae
2. subclassis Sympetalae
2. classis Monocotyledones

## Gymnospermae
- 1. subdivisio Gymnospermae
1. classis Pteridospermae (fossil)
2. classis Cycadinae
1. familia Cycadaceae
2. familia Zamiaceae
3. classis Benettitinae (fossil)
4. classis Cordaïtinae (fossil)
5. classis Ginkgoinae
1. familia Ginkgoaceae
6. classis Coniferae
1. familia Taxaceae
2. familia Cupressaceae
3. familia Abietaceae
7. classis Gnetinae
1. familia Ephedraceae
2. familia Gnetaceae
3. familia Welwitschiaceae

## Angiospermae
- 2. subdivisio Angiospermae
1. classis Dicotyledones 
1. subclassis Choripetalae 
A. Monochlamidae 
1. ordo Verticillatae
familia Casuarinaceae
2. ordo Fagales
1. familia Betulaceae
2. familia Fagaceae
3. ordo Myricales
familia Myricaceae
4. ordo Leitneriales
familia Leitneriaceae
5. ordo Juglandales
1. familia Julianiaceae
2. familia Juglandaceae
6. ordo Salicales
familia Salicaceae
7. ordo Batidales
familia Batidaceae [sic, Bataceae]
8. ordo Balanopsidales
familia Balanopsidaceae [sic, Balanopaceae]
9. ordo Urticales
1. familia Moraceae
2. familia Cannabaceae
3. familia Ulmaceae
4. familia Eucommiaceae
5. familia Rhoipteleaceae
6. familia Urticaceae
10. ordo Piperales
familia Piperaceae
incertae sedis
familia Saururaceae
familia Chloranthaceae
familia Lacistemonaceae
11. ordo Proteales
familia Proteaceae
12. ordo Santalales
1. familia Santalaceae
2. familia Grubbiaceae
3. familia Opiliaceae
4. familia Octoknemaceae
5. familia Olacaceae
6. familia Myzodendraceae
7. familia Loranthaceae
8. familia Balanophoraceae
9. familia Cynomoriaceae
13. ordo Polygonales
familia Polygonaceae
14. ordo Centrospermae
1. familia Chenopodiaceae
2. familia Amaranthaceae
3. familia Phytolaccaceae
4. familia Thelygonaceae
5. familia Nyctaginaceae
6. familia Aizoaceae
7. familia Cactaceae
[sic]
9. familia Portulacaceae
10. familia Basellaceae
11. familia Caryophyllaceae
15. ordo Tricoccae
1. familia Euphorbiaceae
2. familia Daphniphyllaceae
3. familia Dichapetalaceae
4. familia Buxaceae
5. familia Callitrichaceae
16. ordo Hamamelidales
1. familia Hamamelidaceae
2. familia Cercidiphyllaceae
3. familia Eupteleaceae
4. familia Platanaceae
5. familia Myrothamnaceae
[sic]
B. Dialypetalae 
18. ordo Polycarpicae
1. familia Magnoliaceae
2. familia Trochodendraceae
3. familia Lactoridaceae
4. familia Himantandraceae
5. familia Eupomatiaceae
6. familia Anonaceae [sic, Annonaceae]
7. familia Myristicaceae
8. familia Canellaceae
9. familia Aristolochiaceae
10. familia Rafflesiaceae
11. familia Hydnoraceae
12. familia Calycanthaceae
13. familia Gomortegaceae
14. familia Monimiaceae
15. familia Lauraceae
16. familia Hernandiaceae
17. familia Menispermaceae
18. familia Lardizabalaceae
19. familia Ranunculaceae
20. familia Berberidaceae
21. familia Nymphaeaceae
22. familia Ceratophyllaceae
incertae sedis
23. familia Nepenthaceae
24. familia Cephalotaceae
25. familia Sarraceniaceae
19. ordo Rhoeadales
1. familia Papaveraceae
2. familia Tovariaceae
3. familia Capparidaceae [sic, Capparaceae]
4. familia Cruciferae
5. familia Resedaceae
6. familia Moringaceae
20. ordo Parietales
1. familia Cistaceae
2. familia Bixaceae
3. familia Cochlospermaceae
4. familia Tamaricaceae
5. familia Fouquieriaceae
6. familia Frankeniaceae
7. familia Elatinaceae
8. familia Droseraceae
9. familia Violaceae
10. familia Flacourtiaceae
11. familia Stachyuraceae
12. familia Turneraceae
13. familia Malesherbiaceae
14. familia Passifloraceae
15. familia Achariaceae
16. familia Caricaceae
17. familia Loasaceae
18. familia Begoniaceae
19. familia Datiscaceae
20. familia Ancistrocladaceae
21. ordo Guttiferales
1. familia Dilleniaceae
2. familia Actinidiaceae
3. familia Ochnaceae
4. familia Strasburgeriaceae
5. familia Eucryphiaceae
6. familia Caryocaraceae
7. familia Marcgraviaceae
8. familia Quiinaceae
9. familia Theaceae
10. familia Guttiferae
11. familia Dipterocarpaceae
22. ordo Rosales
1. familia Crassulaceae
2. familia Saxifragaceae
3. familia Cunoniaceae
4. familia Brunelliaceae
5. familia Myrothamnaceae
6. familia Pittosporaceae
7. familia Byblidaceae
8. familia Roridulaceae
9. familia Bruniaceae
10. familia Podostemonaceae [sic, Podostemaceae ]
11. familia Hydrostachyaceae
12. familia Rosaceae
13. familia Crossosomataceae
14. familia Chrysobalanaceae
15. familia Connaraceae
16. familia Mimosaceae
17. familia Papilionaceae
23. ordo Myrtales
1. familia Penaeaceae
2. familia Geissolomaceae
3. familia Oliniaceae
4. familia Thymelaeaceae
5. familia Elaeagnaceae
6. familia Lythraceae
7. familia Heteropyxidaceae
8. familia Sonneratiaceae
9. familia Rhizophoraceae
10. familia Alangiaceae
11. familia Nyssaceae
12. familia Lecythidaceae
13. familia Combretaceae
14. familia Myrtaceae
15. familia Punicaceae
16. familia Melastomataceae
17. familia Oenotheraceae
18. familia Halorrhagidaceae [sic: Haloragaceae]
19. familia Gunneraceae
incertae sedis
familia Hippuridaceae
24. ordo Columniferae
1. familia Malvaceae
2. familia Bombacaceae
3. familia Tiliaceae
4. familia Sterculiaceae
5. familia Elaeocarpaceae
incertae sedis
familia Chlaenaceae
familia Gonystylaceae
familia Scytopetalaceae
25. ordo Gruinales
1. familia Linaceae
2. familia Humiriaceae
3. familia Oxalidaceae
4. familia Geraniaceae
5. familia Limnaceae
6. familia Tropaeolaceae
7. familia Erythroxylaceae
8. familia Malpighiaceae
9. familia Zygophyllaceae
incertae sedis
familia Cneoraceae
26. ordo Terebinthales
1. familia Rutaceae
2. familia Simarubaceae [sic: Simaroubaceae]
3. familia Burseraceae
4. familia Meliaceae
5. familia Tremandraceae
6. familia Polygalaceae
7. familia Xanthophyllaceae
8. familia Trigoniaceae
9. familia Vochysiaceae
10. familia Anacardiaceae
11. familia Sapindaceae
12. familia Akaniaceae
13. familia Aextoxicaceae
14. familia Aceraceae
15. familia Hippocastanaceae
16. familia Coriaceae
17. familia Cyrillaceae
18. familia Pentaphylacaceae
19. familia Sabiaceae
20. familia Melianthaceae
21. familia Corynocarpaceae
22. familia Balsaminaceae
27. ordo Celastrales
1. familia Aquifoliaceae
2. familia Celastraceae
3. familia Salvadoraceae
4. familia Staphyleaceae
5. familia Hippocrateaceae
6. familia Stackhousiaceae
7. familia Icacinaceae
28. ordo Rhamnales
1. familia Rhamnaceae
2. familia Vitaceae
29. ordo Umbelliflorae
1. familia Cornaceae
2. familia Araliaceae
3. familia Umbelliferae
incertae sedis
ordo Garryales
familia Garryaceae
2. subclassis Sympetalae 
1. ordo Plumbaginales
familia Plumbaginaceae
2. ordo Primulales
1. familia Theophrastaceae
2. familia Primulaceae
3. familia Myrsinaceae
3. ordo Bicornes
1. familia Clethraceae
2. familia Pirolaceae (sic, Pyrolaceae )
3. familia Ericaceae
4. familia Empetraceae
5. familia Epacridaceae
6. familia Diapensiaceae
4. ordo Diospyrales
1. familia Ebenaceae
2. familia Hoplestigmataceae
3. familia Styracaceae
4. familia Symplocaceae
5. familia Sapotaceae
5. ordo Tubiflorae
1. familia Convolvulaceae
2. familia Cuscutaceae
3. familia Polemoniaceae
4. familia Hydrophyllaceae
5. familia Lennoaceae
6. familia Boraginaceae
7. familia Nolanaceae
8. familia Solanaceae
9. familia Scrophulariaceae
10. familia Lentibulariaceae
11. familia Orobanchaceae
12. familia Gesneriaceae
13. familia Bignoniaceae
14. familia Pedaliaceae
15. familia Martyniaceae
16. familia Acanthaceae
17. familia Verbenaceae
18. familia Labiatae
19. familia Tetrachondraceae
20. familia Globulariaceae
21. familia Phrymaceae
22. familia Myoporaceae
23. familia Plantaginaceae
incertae sedis
familia Columelliaceae
6. ordo Contortae
1. familia Loganiaceae
2. familia Buddleiaceae [sic, Buddlejaceae ]
3. familia Gentianaceae
4. familia Menyanthaceae
5. familia Apocynaceae
6. familia Asclepiadaceae
7. ordo Ligustrales
familia Oleaceae
8. ordo Rubiales
1. familia Rubiaceae
2. familia Caprifoliaceae
3. familia Adoxaceae
4. familia Valerianaceae
5. familia Dipsacaceae
6. familia Calyceraceae
9. ordo Cucurbitales
familia Cucurbitaceae
10. ordo Synandrae
1. familia Campanulaceae
2. familia Lobeliaceae
3. familia Goodeniaceae
4. familia Stylidiaceae
5. familia Brunoniaceae
6. familia Compositae
II. classis Monocotyledones 
1. ordo Helobiae
1. familia Alismataceae
2. familia Butomaceae
3. familia Hydrocharitaceae
4. familia Scheuchzeriaceae
5. familia Aponogetonaceae
6. familia Potamogetonaceae
7. familia Najadaceae
2. ordo Liliiflorae
1. familia Liliaceae
2. familia Stemonaceae
3. familia Cyanastraceae
4. familia Pontederiaceae
5. familia Haemodoraceae
6. familia Philydraceae
7. familia Amaryllidaceae
8. familia Velloziaceae
9. familia Iridaceae
10. familia Juncaceae
11. familia Flagellariaceae
12. familia Rapateaceae
13. familia Thurniaceae
14. familia Bromeliaceae
15. familia Dioscoreaceae
16. familia Taccaceae
17. familia Burmanniaceae
3. ordo Enantioblastae
1. familia Commelinaceae
2. familia Mayacaceae
3. familia Xyridaceae
4. familia Eriocaulaceae
5. familia Centrolepidaceae
6. familia Restionaceae
4. ordo Cyperales
familia Cyperaceae
5. ordo Glumiflorae
familia Gramineae
6. ordo Scitamineae
1. familia Musaceae
2. familia Zingiberaceae
3. familia Cannaceae
4. familia Marantaceae
7 ordo Gynandrae
familia Orchidaceae
8. ordo Spadiciflorae
1. familia Palmae
2. familia Cyclanthaceae
3. familia Araceae
4. familia Lemnaceae
9. ordo Pandanales
1. familia Pandanaceae
2. familia Sparganiaceae
3. familia Typhaceae